# دانیل کولیکوف
دانیل کولیکوف (روسی: Даниил Михайлович Куликов؛ زادهٔ ۲۴ ژوئن ۱۹۹۸) بازیکن فوتبال اهل روسیه است.
از باشگاه‌هایی که در آن بازی کرده‌است می‌توان به باشگاه فوتبال لوکوموتیو مسکو اشاره کرد.
وی همچنین در تیم ملی فوتبال زیر ۲۱ سال روسیه بازی کرده‌است.